# Laglorieuse
Laglorieuse ist ein Kurort und eine französische Gemeinde mit 603 Einwohnern (Stand 1. Januar 2022) im Département Landes in der Region Nouvelle-Aquitaine (vor 2016: Aquitanien). Sie gehört zum Arrondissement Mont-de-Marsan und zum Kanton Mont-de-Marsan-2.

## Lage
Die Gemeinde Laglorieuse liegt im Westen der Gascogne, acht Kilometer ostsüdöstlich von Mont-de-Marsan. Den Fluss Ludon markiert die nordöstliche Gemeindegrenze. Nachbargemeinden von Laglorieuse sind Bougue im Norden, Saint-Cricq-Villeneuve im Nordosten, Pujo-le-Plan im Osten, Artassenx im Süden, Bascons im Südwesten sowie Mazerolles im Westen. Die Autoroute A65 verläuft unmittelbar nordöstlich von Laglorieuse.

## Geschichte
Die Kirche stammt aus dem Jahr 1864. Von einer früheren Kirche aus dem 17. Jahrhundert sind nur noch Skulpturen und die hölzerne Tür erhalten geblieben.

### Bevölkerungsentwicklung
| Jahr                       | 1962 | 1968 | 1975 | 1982 | 1990 | 1999 | 2006 | 2012 | 2021 |
| -------------------------- | ---- | ---- | ---- | ---- | ---- | ---- | ---- | ---- | ---- |
| Einwohner                  | 329  | 337  | 344  | 476  | 536  | 566  | 565  | 543  | 579  |
| Quellen: Cassini und INSEE |      |      |      |      |      |      |      |      |      |

## Sehenswürdigkeiten
- Kirche Notre-Dame
- Schloss Arricau
- ehemaliges öffentliches Waschhaus (Lavoir)
- Brunnen Saint-Guiron

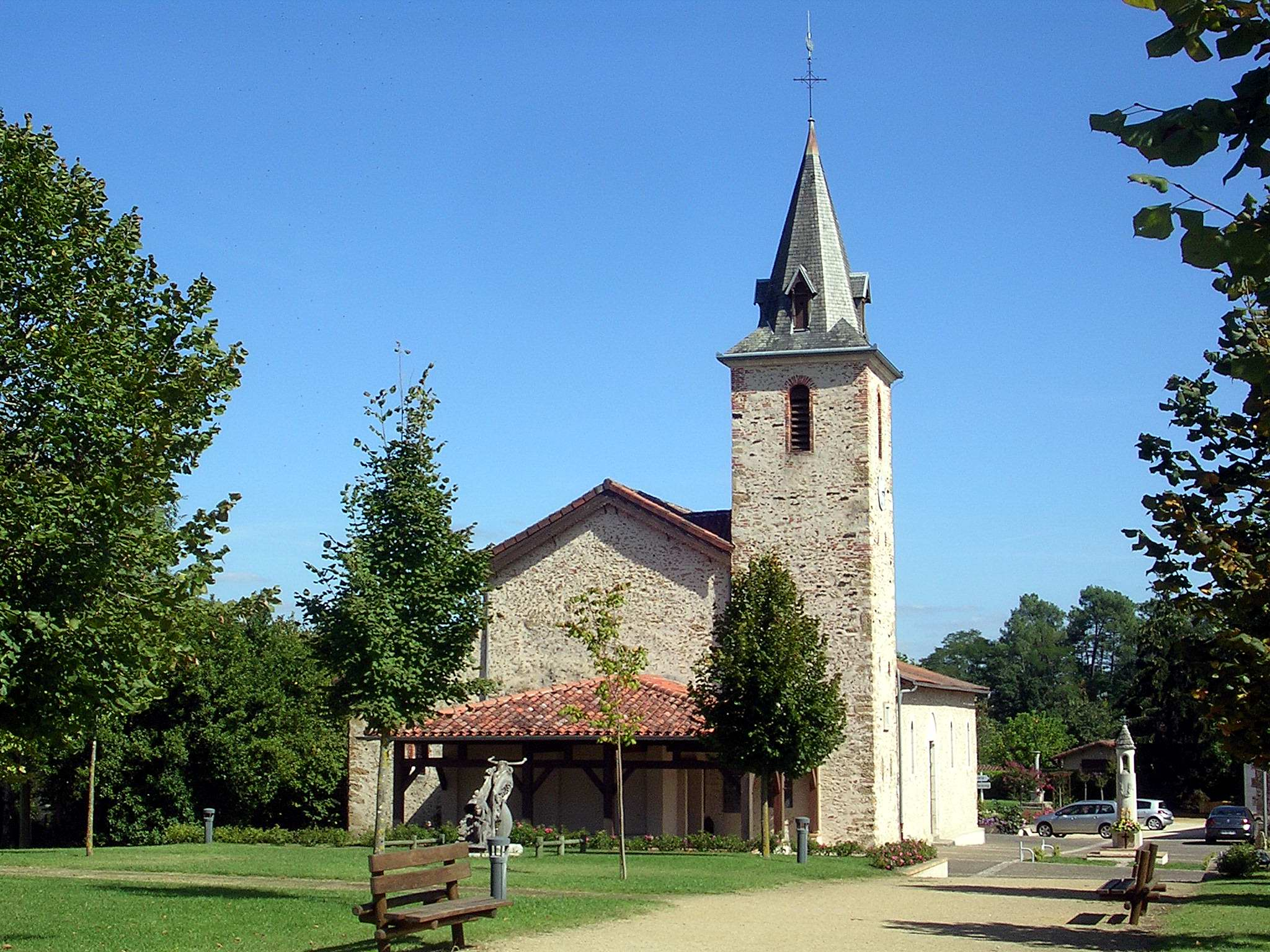
Kirche Notre-Dame
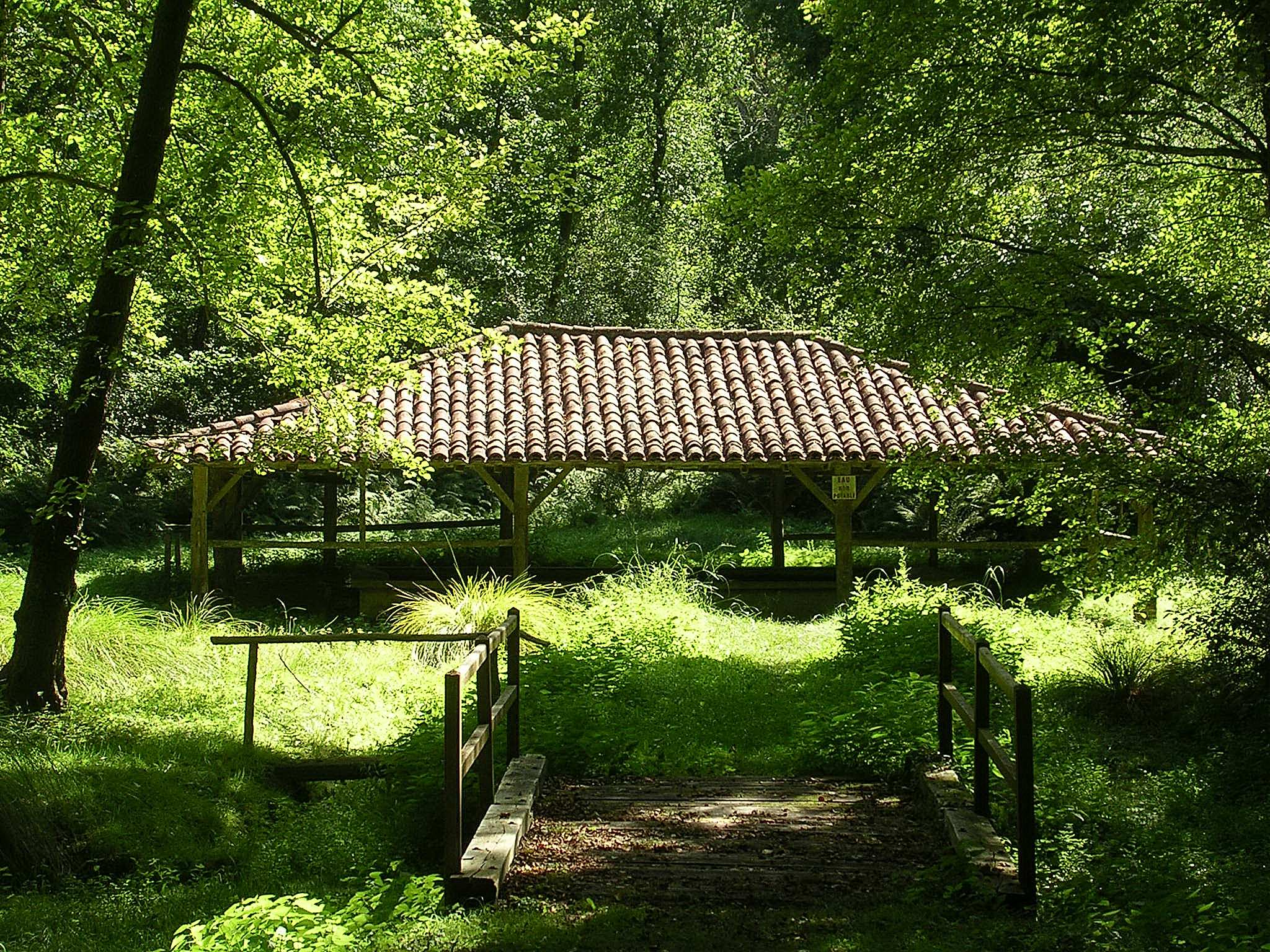
Lavoir
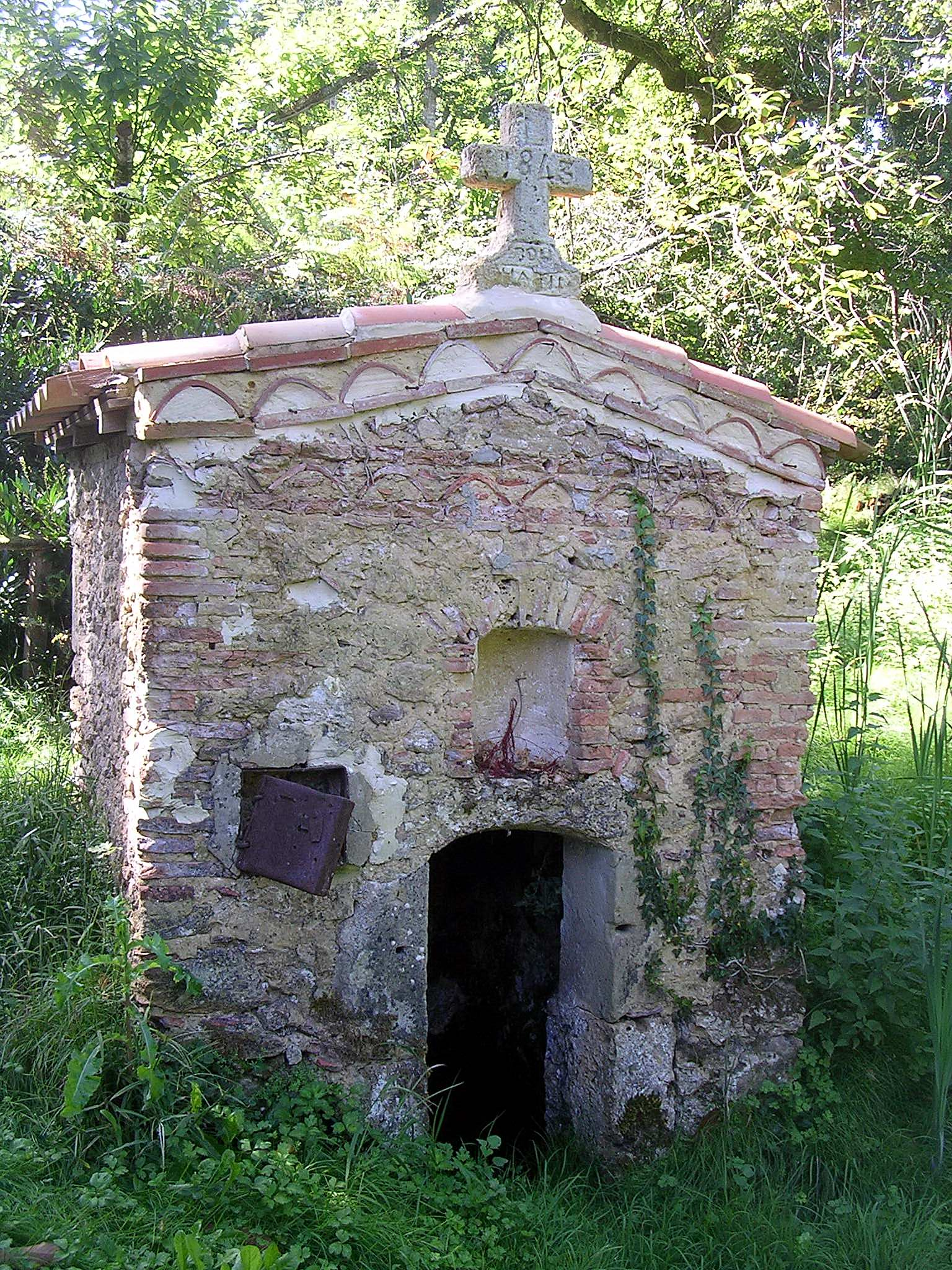
Brunnen

## Gemeindepartnerschaft
Eine Gemeindepartnerschaft verbindet Laglorieuse mit Rosenau im oberen Elsass.